# Otto Eder

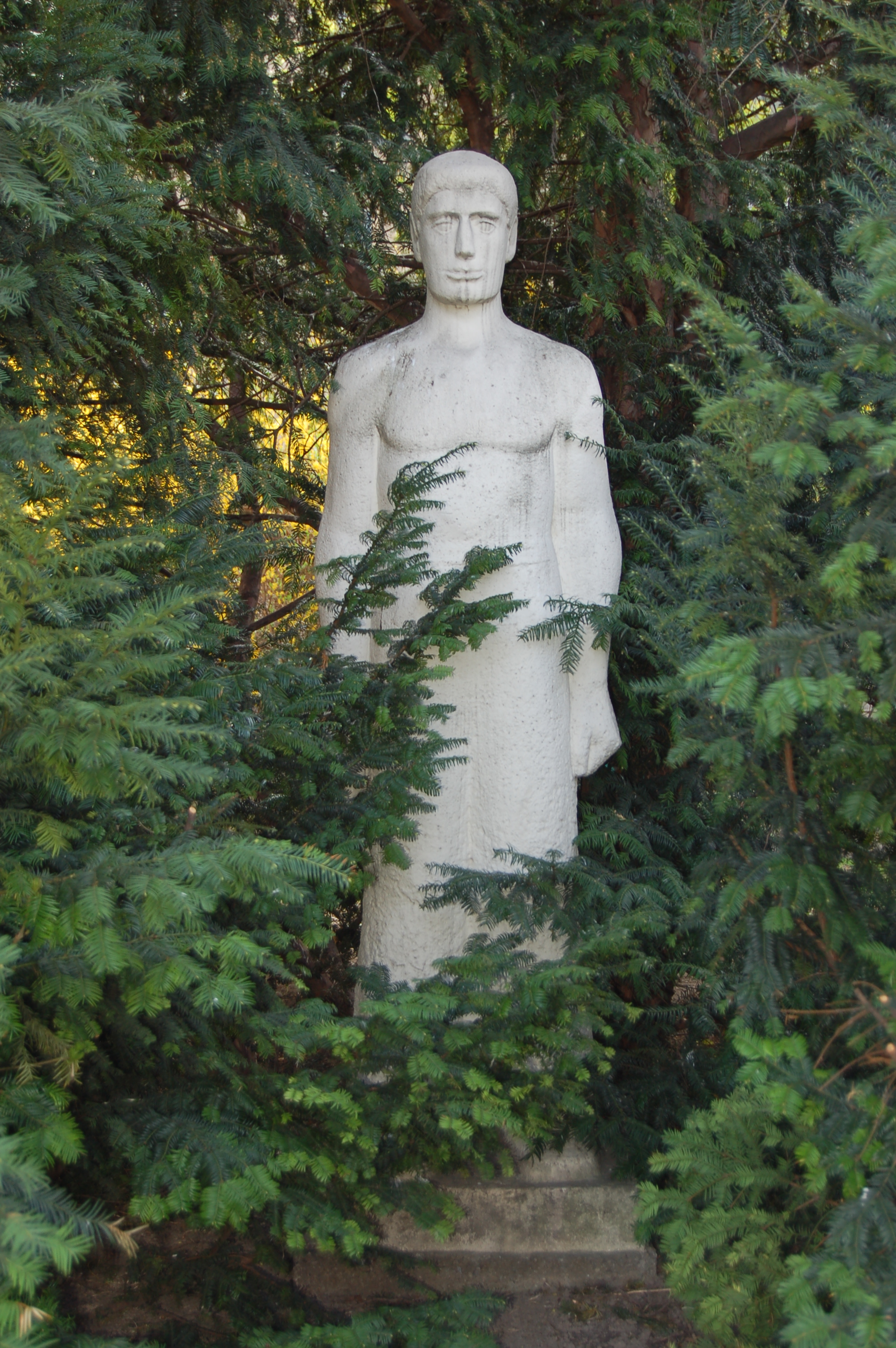
Natursteinplastik, Franz-Nuvy-Hof in Wenen

Otto Eder (Seeboden, 4 februari 1924 – aldaar, 24 juli 1982) was een Oostenrijkse schilder en beeldhouwer.

## Leven en werk
Eder kreeg een basisopleiding meubelmaken in het bedrijf van zijn vader en bezocht vanaf 1941 de Kunstgewerbeschule Villach in Villach en werkte vanaf 1945 in het atelier Werkstatt für Kirchenbildhauerei Neubock in Graz. Hij studeerde vanaf 1948 beeldhouwkunst aan de Akademie der Bildende Künste Wien in Wenen, eerst bij Walter Ritter en daarna bij Fritz Wotruba. De studie eindigde voortijdig in onenigheid tussen de twee, hetgeen er zelfs toe leidde, dat een dubbelsculptuur van Eder in de Akademiehof werd vernield. In 1952 hervatte hij zijn studie weer teneinde zijn diploma te halen. Opnieuw kwam het tot een strijd, nu met een docent, vanwege een privé-opdracht van Wotruba aan Eder. Hij behaalde zijn diploma en verliet de academie onmiddellijk.
Hij werkte aansluitend in Wenen en Karinthië, waar hij in 1960 de kunstenaarsgroep rond Galerie im Griechenbeisl leerde kennen, waarvan ook Karl Prantl deel uitmaakte. In 1962 kreeg Eder de Österreichischer Staatspreis für Bildhauerei. In hetzelfde jaar bezocht hij in Wenen een tentoonstelling van kleine sculpturen afkomstig van het Symposion Europäischer Bildhauer in Sankt Margarethen im Burgenland. Na Prantl leerde hij nu ook de aan de symposia deelnemende beeldhouwers kennen, onder anderen Miloslav Chlupáč, Janez Lenassi en Leo Kornbrust. Hij nam in 1962 zelf deel aan het Symposion Forma Viva in Portorož en in 1969 aan het Symposion Lindabrunn in Enzesfeld-Lindabrunn. Aan het symposium in Sankt Margarethen heeft hij nooit deelgenomen. Dat lag vooral aan het materiaal waarmee werd gewerkt, zandsteen dat hem te zacht was. Hij werkte liever met de hardere steensoort marmer. Hij verklaarde in een interview: "Ja, das Sandsteinmateriaal; hat mir nicht getaugt, ich will Marmor, kompaktere Sachen". In 1964 werd Eder lid van de Wiener Secession. In 1967 was hij de medeorganisator van het Bildhauersymposion der Werkstätte Krastal bij Villach (Oostenrijk). Deelnemers waren onder anderen Karl Prantl, Makoto Fujiwara, Bruno Gironcoli, Hans Bisschoffshausen, Zdeněk Šimek, Miloslav Chlupáč en Hermann J. Painitz. In 1968 en 1969 werkte Eder eveneens met symposia in het Europapark in Klagenfurt.
Eder maakte op 24 juli 1982 een einde aan zijn leven.